# Стрела (телесериал)
«Стрела́» (англ. Arrow) — американский приключенческо-супергеройский телесериал с элементами драмы, созданный Грегом Берланти, Марком Гуггенхаймом и Эндрю Крайсбергом и основанный на комиксах о супергерое DC Comics Зелёная стрела. В основном в центре сюжета находится бывший плейбой-миллиардер Оливер Куин, который, пробыв пять лет на острове, вернулся, чтобы стать мстителем в маске, борющимся с преступностью в его родном городе - Старлинг Сити при помощи лука и стрел.
11 мая 2012 года телеканал The CW заказал пилотный эпизод, премьера которого состоялась 10 октября 2012 года. Съёмки проходили в Ванкувере.
Сериал представляет собой совершенно новый взгляд на персонажа Зелёной стрелы, а также других персонажей комиксов издательства DC Comics. Несмотря на то, что в основном актёрском составе другого сериала канала The CW, «Тайны Смолвилля», уже появлялся похожий персонаж, создатели решили перезапустить историю с нуля, поэтому пригласили на главную роль другого актёра (Стивена Амелла). Также они сделали акцент на том, как повлияла на личность Оливера жизнь на острове. Практически в каждой серии имеются флэшбеки, в которых рассказывается о событиях тех пяти лет, что главный герой считался погибшим.
22 октября телеканал продлил «Стрелу» на полный сезон, состоящий из 23 эпизодов. 11 февраля 2013 года телеканал The CW продлил сериал на второй сезон. 13 февраля 2014 года сериал был продлен на третий сезон. 11 января 2015 года канал продлил сериал на четвёртый сезон, который стартовал 7 октября 2015 года. 11 марта 2016 года сериал был продлён на пятый сезон. 8 января 2017 года сериал продлили на шестой сезон. 2 апреля 2018 года сериал был продлён на седьмой сезон. 1 февраля 2019 года сериал был продлён на восьмой сезон, который станет последним и будет состоять из 10 серий, премьера финального сезона состоялась 15 октября 2019 года. Финальная серия вышла 28 января 2020 года.
Сериал в основном получил положительные отзывы от критиков. Первый сезон собрал у телеэкранов 3,68 миллиона зрителей и множество раз становился номинантом и лауреатом различных телевизионных премий. В целях продвижения «Стрелы» впоследствии были выпущены несколько серий комиксов и мини-сериал, содержащий продакт-плейсмент товаров от Bose. Первые два сезона вышли на DVD в регионах 1, 2 и 4, также был выпущен саундтрек этих сезонов. В октябре 2014 года сериал обзавёлся первым собственным спин-оффом — события телесериала «Флэш» происходят в той же вымышленной вселенной, периодически снимаются кроссоверы с участием персонажей обоих проектов. Впоследствии во вселенную вошли такие шоу, как анимационный веб-сериал «Виксен» и сериалы «Флэш», «Легенды завтрашнего дня», «Супергёрл», «Чёрная Молния» и «Бэтвумен». Кроме того, был выпущен кроссовер с участием другого персонажа DC Comics — Джона Константина, в исполнении актёра Мэтта Райана, ранее сыгравшего ту же роль в закрытом сериале NBS «Константин».

## Сюжет
Плейбоя-миллиардера Оливера Куина, которого считали погибшим в течение пяти лет, нашли на Лиан Ю, пустынном острове в Тихом океане, куда он попал после кораблекрушения. Куин вернулся к своей семье и друзьям в родной Старлинг-сити, которые не могли себе представить, что за время своего отсутствия он стал совершенно другим человеком. Днём он развлекался и тратил состояние своей семьи, а ночью надевал маску, брал лук и стрелы и начинал охотиться на коррумпированных чиновников, чьи имена были собраны в таинственном списке, полученном Оливером от погибшего отца, и кто стал частью Предприятия — плана Малкольма Мерлина, отца его лучшего друга Томми, по разрушению района Глэйдс. Оливер стал известен как Капюшон и обратил на себя внимание полиции, в частности детектива Квентина Лэнса. В воспоминаниях Оливера часто всплывали события первого года после кораблекрушения, когда ему пришлось иметь дело с Эдвардом Файерсом и его людьми, которые использовали остров как базу.
После частичного разрушения Глэйдса и гибели Томми, Оливер решил изменить свою стратегию в борьбе с преступностью. Он поклялся себе не убивать без необходимости, взял псевдоним Стрела и начал противостоять всем нарушителям правопорядка в его родном городе. В этом ему продолжили помогать его бывший шофёр и телохранитель Джон Диггл и специалистка по компьютерным технологиям Фелисити Смоук. Также в городе неожиданно появилась Сара Лэнс, дочь Квентина Лэнса, которая считалась погибшей в результате того же кораблекрушения, что и Оливер, за что Лэнсы отчасти винили и Куина. Как оказалось, Сара Лэнс также попала на остров благодаря доктору Айво, который намеревался найти там сыворотку суперсолдат под названием Миракуру, разработанную японцами во время Второй мировой войны. Слэйд Уилсон, который до этого помогал Оливеру выживать, оказался ранен и получил свою дозу Миракуру, после чего стал злодеем и спустя пять лет прибыл в Старлинг-сити, чтобы создать себе армию суперсолдат и отомстить Оливеру. Однако от Миракуру был найден антидот и Слэйд побеждён и помещён в тюрьму на том самом острове. Параллельно борьбе со Слэйдом Оливер также начинает обучать себе помощника в лице Роя Харпера, который также получил дозу Миракуру, поэтому должен был научиться контролировать свои эмоции и силу. Также Куин познакомился с судмедэкспертом из Централ-сити Барри Алленом и работниками Лаборатории СТАР Циско Рамоном и Кейтлин Сноу, которые и помогли найти андидот от Миракуру.
После победы над Слэйдом Оливер столкнулся с новой проблемой — кто-то убил Сару Лэнс, в результате чего у него и его команды наметился конфликт с Лигой убийц, в которой состояла и обучалась Сара, и её лидером Ра’с аль Гулом. Впоследствии выяснилось, что за этим стоял Малкольм Мерлин, но Оливер не смог сообщить об этом Ра’с аль Гулу, так как в этом была замешана его сестра Тея. В результате Стрела вступает в битву с лидером Лиги убийц и получает смертельное ранение. От смерти его спасают старые знакомые — Татсу и Масео Ямаширо, с которыми Оливер работал на АРГУС в Гонконге спустя два года после кораблекрушения. Впоследствии Ра’c узнаёт что Оливер выжил и предлагает ему место своего наследника. Сначала Оливер отказал ему, поэтому Лига убийц обернула весь город против него, выставив убийцей, а Квентин Лэнс узнал что именно Куин всё это время являлся Стрелой. Чтобы спасти своего учителя и напарника от тюрьмы Рой Харпер, который уже стал полноценным членом команды Стрелы как Арсенал, принял личность Стрелы на себя, инсценировал свою смерть и покинул город, впоследствии передав костюм Арсенала Тее. Так как Ра’c ранил Тею, Оливер решил ему отомстить, разрушив Лигу изнутри. Он вылечил сестру при помощи Ямы Лазаря, продлевавшей главе Лиги жизнь, и притворился, что принял предложение стать наследником. На самом деле он сговорился с Малкольмом Мерлином, который обучил его секретам Лиги и сражению на мечах. В конце концов Куин убил аль Гула, после чего уехал из родного города вместе с Фелисити, с которой у него завязались романтические отношения. Также после смерти Сары её сестра Лорел начала обучаться боевым искусствам у бывшего мстителя Теда Гранта и постепенно стала супергероиней, известной как Чёрная канарейка. Кроме того, в город приехал Рэй Палмер, который приобрёл акции компании Оливера после разорения Квинов, и начал продвигать проект по улучшению города. Он помимо прочего создал себе высокотехнологичный костюм АТОМ и также начал учиться быть супергероем. Также Оливер вновь несколько раз встретил Барри Аллена, который обрёл суперскорость и стал Флэшем.
После отъезда Оливер пытался жить обычной жизнью в тихом городке. Однако проблемы родного города заставили вновь вернуться туда. Он узнал о том, что многое изменилось: Рэй Палмер считался погибшим после взрыва, город переименовали в Стар-сити и его терроризировала террористическая организация У. Л. Е. Й. во главе с Дэмиеном Дарком, который обладал магическими способностями. Куин ранее встречал людей с подобными способностями: на четвёртом году после кораблекрушения он по заданию АРГУСа вернулся на остров Лиан Ю, где встретил членов «Теневого копья», разыскивавших магический артефакт, познакомился с экзорцистом Джоном Константином, а также Оливер был знаком с Виксен, супергероиней, использующей магические свойства Тотема Танту, чтобы имитировать способности животных. Оливер решил бороться с Дарком и его армией «призраков» (как пресса назвала рядовых солдат организации У. Л. Е. Й.) как ночью, так и днём. Так как Стрелой считали Роя Харпера, которого считали мёртвым, Оливер начал действовать как Зелёная стрела, его сестра надела костюм Арсенала и стала Спиди. Также Куин выдвинул свою кандидатуру на пост мэра, конкуренцию ему составила жена Дэмиена Дарка. Тем временем Диггл раскрыл, что его брат, которого он считал погибшим от руки снайпера по прозвищу Дэдшот, на самом деле не умер, а стал одним из «призраков». Лорел узнала о Яме Лазаря и отправилась в Нанда Парбат с телом Сары, где Малкольм Мерлин, ставший новым Ра’с аль Гулом, воскресил её. Впоследствии Малкольм потерял власть, в чём отчасти была вина Оливера, поэтому Мерлин объединил усилия с Дарком. Тем не менее, злодеи проиграли Зелёной стреле и его команде, а Оливер убил Дарка, но при этом погибла Лорел. Параллельно Диггл пытался привести в чувство своего брата, однако когда тот в очередной раз привёл супергероев в ловушку, Дигглу пришлось убить его. Кроме того, супергерои также посетили Централ-сити, где Оливер и его команда помогли Барри Аллену дать отпор бессмертному Вандалу Сэвиджу, а также узнал, что у него есть сын Уильям.
После смерти Дарка Оливер стал мэром Стар-сити, Диггл не смог смириться, что ему пришлось убить брата, и вернулся в армию. Тея также покинула команду. Оливер пытался единолично спасать город, но после, не без помощи Фелисити, понял, что ему нужны помощники. Он набрал себе команду молодых супергероев, которых начал обучать. Также он столкнулся с Прометеем, линчевателем, который действовал точно также, как и Капюшон в своё время. Оливер вынужден рассказать ученикам, что это именно он был Стрелой, а следовательно и Капюшоном, из-за чего один из учеников предал его и присоединился к Прометею. Кроме этого, команду преследовали и другие неприятности. Так, Оливер случайно убил детектива, который был новым парнем Фелисити, приняв его за Прометея. Диггл оказался в отряде, почти все участники которого подставили его в деле похищения и продажи оружия. Диггла вызволили из тюрьмы при помощи Эдриана Чейза, окружного прокурора, с которым подружился Оливер, будучи мэром. Однако вскоре выяснилось, что именно Чейз является Прометеем. Он мстил за отца, которого убил Капюшон. Он похитил друзей, близких и родных Оливера и перевёз их на Лиан Ю. В сражении с Зелёной стрелой Прометей проиграл и выстрелил в себя из пистолета, активировав тем самым взрывные устройства, которые сам же и заложил по всему острову. Кроме того, на пятом году после кораблекрушения Оливер посетил Россию, где его посвятили в Братву (русскую мафию), а также он вступил в конфликт с Константином Коваром. С развитием этого конфликта, Оливер вернулся на Лиан Ю, где его потом и нашли. Также Зелёная стрела и его команда, после того как узнали, что на Землю вторглись пришельцы Доминаторы, посетили Централ-сити, где познакомились с Карой Дэнверс / Супергёрл, инопланетянкой-супергероиней из параллельной вселенной Земли-38.

## Актёры и персонажи
| Актёр              | Персонаж                                                | Появление в сезонах | Появление в сезонах | Появление в сезонах | Появление в сезонах | Появление в сезонах | Появление в сезонах | Появление в сезонах | Появление в сезонах | Появление в сезонах |
| Актёр              | Персонаж                                                | 1                   | 2                   | 3                   | 4                   | 5                   | 6                   | 7                   | 8                   | Эпизоды             |
| ------------------ | ------------------------------------------------------- | ------------------- | ------------------- | ------------------- | ------------------- | ------------------- | ------------------- | ------------------- | ------------------- | ------------------- |
| Стивен Амелл       | Оливер Куин / Зелёная Стрела / Спектр                   | 23                  | 23                  | 23                  | 23                  | 23                  | 23                  | 22                  | 9                   | 169                 |
| Кэти Кэссиди       | Лорел Лэнс / Чёрная канарейка (Земля-1)                 | 23                  | 20                  | 22                  | 19                  | 2                   | 1                   | 1                   | 2                   | 90                  |
| Кэти Кэссиди       | Лорел Лэнс / Чёрная сирена (Земля-2) / Черная канарейка |                     |                     |                     |                     | 4                   | 13                  | 15                  | 8                   | 40                  |
| Колин Доннел       | Томми Мерлин                                            | 20                  | 1                   | 2                   |                     |                     | 2                   | 1                   | 2                   | 28                  |
| Дэвид Рэмси        | Джон Диггл / Спартанец / Зелёная стрела                 | 23                  | 23                  | 23                  | 23                  | 23                  | 21                  | 21                  | 8                   | 165                 |
| Уилла Холланд      | Тея Куин / Спиди                                        | 23                  | 22                  | 21                  | 23                  | 15                  | 10                  | 1                   | 2                   | 117                 |
| Сюзанна Томпсон    | Мойра Куин                                              | 23                  | 19                  | 1                   |                     | 2                   |                     |                     | 2                   | 47                  |
| Пол Блэкторн       | Квентин Лэнс                                            | 20                  | 19                  | 19                  | 18                  | 19                  | 17                  | 1                   | 2                   | 115                 |
| Эмили Бетт Рикардс | Фелисити Смоук / Наблюдатель                            | 18                  | 23                  | 23                  | 23                  | 23                  | 23                  | 22                  | 1                   | 156                 |
| Колтон Хэйнс       | Рой Харпер / Арсенал                                    | 6                   | 19                  | 19                  | 1                   |                     | 2                   | 11                  | 3                   | 61                  |
| Ману Беннетт       | Слэйд Уилсон / Детстроук                                | 10                  | 20                  | 1                   |                     | 2                   | 3                   |                     | 1                   | 37                  |
| Джон Барроумэн     | Малкольм Мерлин / Тёмный лучник / Ра’с аль Гул          | 12                  | 4                   | 18                  | 14                  | 4                   |                     | 1                   | 1                   | 55                  |
| Эчо Келлум         | Кёртис Холт / Мистер Террифик                           |                     |                     |                     | 11                  | 23                  | 23                  | 13                  | 2                   | 72                  |
| Джош Сегарра       | Саймон Морисон / Эдриан Чейз / Прометей                 |                     |                     |                     |                     | 21                  | 1                   |                     | 1                   | 23                  |
| Рик Гонсалес       | Рене Рамирес / Дикий пёс                                |                     |                     |                     |                     | 21                  | 19                  | 17                  | 6                   | 63                  |
| Джулиана Харкави   | Дина Дрейк / Чёрная Канарейка                           |                     |                     |                     |                     | 12                  | 22                  | 20                  | 6                   | 60                  |
| Керк Асеведо       | Рикардо Диаз / Дракон                                   |                     |                     |                     |                     |                     | 13                  | 12                  |                     | 25                  |
| Сиа Щимука         | Эмико Адачи / новая Зелёная Стрела                      |                     |                     |                     |                     |                     |                     | 14                  | 1                   | 15                  |
| Джек Мур           | Уильям Куин                                             |                     |                     |                     | 2                   | 3                   | 16                  | 4                   | 1                   | 26                  |
| Бен Льюис          | Уильям Куин                                             |                     |                     |                     |                     |                     |                     | 11                  | 8                   | 19                  |
| Кэтрин Макнамара   | Миа Смоук / Блэкстар / Зелёная стрела                   |                     |                     |                     |                     |                     |                     | 10                  | 9                   | 19                  |
| Джозеф Дэвид-Джонс | Коннор Хоук                                             |                     |                     |                     |                     |                     |                     | 6                   | 7                   | 13                  |
| Ламоника Гарретт   | Мар Нову / Монитор                                      |                     |                     |                     |                     |                     |                     | 3                   | 4                   | 7                   |
| Всего эпизодов     | Всего эпизодов                                          | 23                  | 23                  | 23                  | 23                  | 23                  | 23                  | 22                  | 10                  | 170                 |

### Кастинг
Стивен Амелл стал одним из первых актёров, которые пробовались на главную роль и по мнению Крайсберга «он попал в точку с самого начала», а «все остальные нужны были лишь для сравнения». Сценарий пилотного эпизода стал первым, с которым Амелл проходил прослушивание, при этом актёр также получил сценарии для пилотов других сериалов этого года. Отчасти Амелл был взят потому, что создатели хотели взять на главную роль нового актёра и избежать любых прямых связей с «Тайнами Смолвилля». Амелл, одетый в свою форму из сериала «Кофейня», начал физическую подготовку в Академии свободных искусств в Резеде (Калифорния). Там он получил уроки стрельбы из лука, в том числе и просмотрел фрагменты из фильмов, в которых эта стрельба из лука показана неправильно или неточно. Для Амелла создание образа Куина также заключалось в том, что он посмотрел многие из предыдущих его воплощений на экране: «Есть Оливер как случайный плейбой, Оливер как травмированный герой, Оливер как задумчивый Гамлет, Оливер как любовник, Оливер как человек действия и др.».
15 февраля 2012 года на роль Дины Лорел Лэнс, в комиксах также известной как вторая Чёрная канарейка, утвердили актрису Кэти Кэссиди. Актриса призналась, что её пригласили в шоу Берланти, Крайсберг, Наттер, а также Гуггенхайм, которого она назвала умным, творческим и остроумным. Согласно сценарию Лорел Лэнс работала адвокатом и являлась бывшей девушкой Оливера и она «со временем может наконец стать, а может и не стать, Чёрной канарейкой». В третьем сезоне, смерть Сары послала Лорел по пути, «которым она не шла никогда прежде». Убитая горем и горящая местью, Лорел предпринимает первую и очень неумелую попытку быть мстительницей. Оливер отказался обучать её, поэтому она заручается помощью бывшего боксёра / мстителя Теда Гранта в своём обучении. Она также носит куртку Канарейки. подаренную Сарой, и в конечном итоге всё же становится Чёрной канарейкой.. В марте 2017 года стало известно, что Кэти Кэссиди в шестом сезоне вновь является актрисой основного состава, уже как Чёрная сирена.
21 января 2012 года Колин Доннел был утверждён на роль Томми Мерлина, чья фамилия — отсылка к заклятому врагу Зелёной стрелы в комиксах, лучнику Мерлину. Его описали как «лучшего друга Оливера, плейбоя-„доверитянина“, который считает, что раз Оливер вернулся, то вернутся и старые добрые времена, но узнаёт, что тот изменился». После первого сезона он покинул основной состав в связи со смертью своего персонажа, однако впоследствии появился в гостевой роли во втором и третьем сезонах.
Дэвид Рэмси воплотил на экране образ Джона Диггла, персонажа, созданного специально для сериала. Рэмси был очень доволен тем, что ему не нужно заботиться о соответствии образу из комиксов. Это позволило ему «просто взять и сыграть [своего персонажа]». Популярность персонажа настолько возросла, что в итоге в комиксы о Зелёной Стреле The New 52 был введен новый персонаж с тем же именем и внешностью, смоделированной по внешности Рэмси. Персонаж дебютировал в выпуске Green Arrow (vol. 5) #24 (октябрь 2013).
15 февраля 2012 года Кэти Кэссиди и Уилла Холланд получили роли Лорел Лэнс и Теи Куин соответственно. Персонаж Холланд описан как «беспечная младшая сестра Оливера, которая постоянно испытывает мораль на прочность». Её образ частично списан с персонажа по имени Мия Дерден: второе имя Теи — Дерден, в третьем сезоне она использует имя «Мия» в качестве своего псевдонима, а в конце того же сезона она становится супергероиней и берёт себе прозвище «Спиди».
Днём ранее на роль Мойры Куин была утверждена Сюзанна Томпсон. В двадцатом эпизоде второго сезона («В ярости») её персонаж был убит, причиной чего создатели назвали её характер, стремление хранить различного рода тайны, из-за чего её отношения с остальными персонажами представляли собой череду ссор и примирений — это могло создать впечатление, что «Стрела» «становилась мыльной оперой». Сама актриса высказала предположение, что Мойре Куин была необходима своя сюжетная линия, которой сценаристы обеспечить её не могли.
2 марта 2012 года Пол Блэкторн получил роль Квентина Лэнса. При этом он стал последним утверждённым актёром основного состава первого сезона
12 февраля 2013 года Эмили Бетт Рикардс подписала контракт на участие во втором сезоне шоу в качестве актрисы основного состава.
В декабре Колтон Хэйнс получил роль Роя Харпера. Колтон Хэйнс был повышен до актёра основного состава. В третьем сезоне с целью грамотно вывести Хэйнса, у которого истёк срок действия контракта, из проекта, была написана сцена, в которой он притворяется Стрелой перед полицией и после вынужден покинуть Старлинг-сити. Продюсеры не стали убивать его персонажа, поскольку в их планы входило возвращение его в будущем на несколько эпизодов. Позднее персонажа вернули на некоторое время, чтобы «поставить точку в любовном романе длиной в три сезона», дав ему и Тее «попрощаться».
Во втором сезоне Ману Беннет был повышен до актёра основного состава
15 мая 2014 года, на следующий день после выхода эпизода «Немыслимое», было подтверждено, что Джон Барроумэн, сыгравший в сериале Малкольма Мерлина, повышен до актёра основного состава. Так как в финале второго сезона можно заметить Тею, уезжающую с Малкольмом Мерлином в неизвестном направлении, многие связывали его роль в третьем сезоне именно с сюжетной линией Теи.

## Производство

### Начальный этап
Концепция сериала была разработана Эндрю Крайсбергом, Грегом Берланти и Марком Гуггенхаймом. Пилотный эпизод снял Дэвид Наттер, который также был режиссёром первой серии шоу «Тайны Смолвиля». 11 мая 2012 года канал The CW заказал производство пилотного эпизода. Марк Гуггенхайм признался, что при развитии идеи творческая группа пожелала «взять [свой] собственный курс, [свою] собственную судьбу», поэтому они старались избегать любых прямых отсылок к сюжету «Тайн Смолвилля», в котором также фигурировал Оливер Куин (в исполнении Джастина Хартли). Они собирались этого достичь в том числе и взяв на главную роль нового актёра. В отличие от тех же «Тайн Смолвилля» сериал не должен был с первых же серий демонстрировать людей со сверхсилами. Вместо этого Гуггеннхайм и другие, вдохновившись тем, как создатели сериала про молодого Супермена показали образ Кларка Кента, решили также сделать упор на «человечность» Оливера Куина. Также нежелание вводить людей со сверхсилами частично было продиктовано тем, что руководство канала The CW попросило сделать персонажей более реалистичными. 22 октября 2012 года The CW заказал полный первый сезон.

### Съёмки и структура эпизодов
Съёмки стартовали в марте 2012 в Ванкувере (Канада), впоследствии этот город станет основным местом съёмок для всех телесериалов Вселенной Стрелы. Некоторые сцены также снимались во Франкфурте, Центр-сити (Филадельфия), Балтиморе, окрестностях Бостона и в Токио.
Так как сериал показывает две различные сюжетные линии — события одной происходят в настоящем, а вторая состоит из флэшбеков, описывающих то, что происходило с Оливером на острове — было решено различными способами показать то, как Оливер Куин превратился в того человека, который вернулся в Старлинг-сити. Сцены из флэшбеков снимались в Уайтклифф Парк (Ванкувер), недалеко от пляжного посёлка, поэтому большое количество усилий потребовалось на то, чтобы в кадр не попали окружающие здания. По словам Гуггенхайма «Стивен [Амелл] должен был носить парик, его взгляд должен быть совсем другим… много чего ещё. это на самом деле невероятно амбициозно — каждую неделю, каждый эпизод вводить ретроспективные кадры. Всё потому что Эндрю [Крайсберг] сказал, что это почти его шоу». Также создатели раскрыли, что после пятого сезона будут представлены флэшбеки от лица других персонажей (например, Кёртиса Холта), также не исключено появление флэшфовардов, то есть сцен, описывающих события будущего. Гуггенхайм отметил: «У нас всё ещё есть намерение делать [флэшбеки] частью нашего повествования. нам нравится, то как флэшбеки, рассказывающие о событиях, не происходящих на острове, бросают свет на настоящее. Это всегда будет частью шоу, частью его повествовательной структуры. Просто это уже не будет последовательно рассказанной историей».
На протяжении эпизодов между персонажами постоянно образуются треугольники отношений: одни являются классическими любовными треугольниками, другие — больше похожи на «философские споры». Крайсберг привёл пример: «В каждой серии Оливер будет встречать очередного злодея, но истина в том, что настоящей Немезидой для него станет детектив Лэнс, который будет пытаться призвать его к ответу[…] Дочь Лэнса будет разрываться между ними, так как она любит и уважает своего отца, и она верит в то же, что и он, но также она хочет узнать больше о тёмной городской легенде, она видит сколько хорошего он сделал; то же самое она пытается делать, будучи адвокатом». Опираясь на свой более ранний опыт в телевизионной работе, продюсеры в первую очередь сосредоточились на определении сюжетных линий, в особенности для первого сезона, и «планах» по их завершению. Вдохновившись трилогией Кристофера Нолана о Бэтмене, творческая группа решила «поместить всё и сразу» и «не сдерживаться» от эпизода к эпизоду.
Также создатели регулярно оставляют отсылки к различным персонажам и понятиям вселенной DC. Так, начиная с третьего эпизода первого сезона по настоянию Гуггенхайма в сериале мелькает закусочная сети Биг Белли Бургер, известной по комиксам о Супермене. Крайсберг отметил: «Во Вселенной DC есть столько персонажей, так и не появившихся толком на ТВ или в фильмах. Мы очень волновались, когда решили составить список персонажей [DC Comics], взять не очень известных, но имеющих своих поклонников, и сделать на них ставку».

### Разработка костюма

Стивен Амелл в костюме Стрелы из первого сезона

Реалистичность подхода к сериалу в том числе касалась разработки одежды для персонажа Оливера Куина, этим занималась костюмер Колин Этвуд. По словам Стивена Амелла костюм должен быть максимально функциональным, а лучший способ достигнуть этого, по его мнению, сделать так, чтобы актёр мог надеть костюм без посторонней помощи: «На мой взгляд, если я могу надеть его сам, то люди купятся. В этом состояла наша идея. Это — наш мир».
Во второй половине второго сезона Оливер заменяет свою «краску на лице» на маску домино, подобно той, которую носил его прототип из комиксов. Эта смена стала частью сюжета, и Крайсберг так прокомментировал это: «Он не просто надевает маску. Это по-настоящему важный элемент сюжета, это действительно заметно в предыстории; важна не только сама потребность в такой маске, но и то, кто её ему дал». После появления маски Крайсберг также добавил: «Технически это то, чего мы добивались, так как Оливер развивается как Стрела — от линчевателя к герою, от облика Стрелы к облику Зелёной стрелы — и мы хотели показать, что его костюм также меняется. Оливер пытается быть героем, а быть героем значит оставить тьму и стать в большей степени символом, а значит Оливеру нужно что-то, чтобы лучше скрыть его личность». Продюсер также отметил, что это «в отличие от постоянного стремления прятаться, позволит Стреле более органично общаться с теми. кто не знает о его личности».
Костюмер Майя Мани при создании маски учла более 50 параметров. Крайсберг похвалил её работу: «Самое замечательное в дизайне, созданном Майей, это его простота, и чувствуется, будто это было частью костюма с самого начала… даже Стивену понравилось, когда мы надели [на него] маску: „Это то, что надо“». В эпизоде «Три призрака» Оливер получает этот элемент костюма от Барри Аллена, которому его знания позволили создать маску, одновременно и скрывающую личность, и достаточно функциональную, чтобы не мешать обзору.

### Музыкальное сопровождение
Для создания музыки к сериалу Грег Берланти пригласил композитора Блейка Нили, с которым он вместе работал над проектом «Любовь вдовца». Нили написал звуковой ряд, совместив электронную музыку и звучание симфонического оркестра, чередуя темы для экшн-сцен и романтические темы. Перед этим Берланти рассказал композитору, что сериал будет довольно мрачным, поэтому музыка должна быть соответствующей, после чего Нили, прочитав пробный сценарий, приступил к работе. По словам Нили: «Конечно, у Оливера есть своя тема, но ещё есть несколько подтем для всех сторон его личности. У него и Лорел есть своя любовная тема. У его матери есть тема. Все плохие парни имеют свои темы, и мне немного грустно, когда они умирают. Поэтому я особо не трудился над темами плохих ребят. У Диггла есть своя тема. Даже у Острова она есть».
17 сентября 2013 года лейбл WaterTower Music выпустил официальный саундтрек к первому сезону. 16 сентября 2014 вышли сразу две версии саундтрека ко второму сезону: от WaterTower Music и от La La Land Records; издание на диске, в отличие от цифрового релиза, включало также два уникальных трека. 18 декабря 2014 года те же лейблы совместно выпустили издание, на котором была собрана музыка из кроссоверов «Стрелы» и «Флэша», а также два бонусных трека из полусезонов 2014 года обоих сериалов. В декабре 2015 года вышел официальный саундтрек третьего сезона на двух дисках (до этого саундтрек к сезонам «Стрелы» выпускался только на одном диске).

## Эпизоды
| Сезон | Сезон | Эпизоды | Оригинальная дата показа | Оригинальная дата показа | Рейтинг Нильсена | Рейтинг Нильсена       |
| Сезон | Сезон | Эпизоды | Премьера сезона          | Финал сезона             | Ранк             | Зрители США (миллионы) |
| ----- | ----- | ------- | ------------------------ | ------------------------ | ---------------- | ---------------------- |
|       | 1     | 23      | 10 октября 2012          | 15 мая 2013              | 547              | 11,68                  |
|       | 2     | 23      | 9 октября 2013           | 14 мая 2014              | 583              | 13,52                  |
|       | 3     | 23      | 8 октября 2014           | 13 мая 2015              | 583              | 13,52                  |
|       | 4     | 23      | 7 октября 2015           | 25 мая 2016              | 580              | 13,50                  |
|       | 5     | 23      | 5 октября 2016           | 24 мая 2017              | 583              | 13,51                  |
|       | 6     | 23      | 12 октября 2017          | 17 мая 2018              | 499              | 13,06                  |
|       | 7     | 22      | 15 октября 2018          | 14 мая 2019              | 501              | 12,58                  |
|       | 8     | 10      | 15 октября 2019          | 28 января 2020           | 553              | 13,45                  |

## Релиз
Сериал стартовал 10 октября 2012 года и будет показываться в течение телесезона 2012-13 года, и показывается по средам в 20:00 по восточному времени и в 19.00 по центральному на телеканале CW. Сериал также стартовал в Канаде в тот же день. «Стрела» стартует международно 22 октября 2012 года, в Британии, Ирландии  и Австралии.

### Критика
Первый сезон сериала получил положительные отзывы критиков, набрав на сайте Metacritic 73 балла из 100 на основе 25 обзоров, что делает его самым успешным показом канала The CW за период 2007—2012 годов. Критический сайт Rotten Tomatoes дал сезону 86 % свежести на основе 35 обзоров. Комментарий к сезону гласит: «Канал The CW метит точно в цель своей „Стрелой“, сериалом, который вдохновлен комиксами и который извлекает выгоду из кинематографической последовательности действий и интригующих персонажей».
Мэри МакНамара из Los Angeles Times назвала премьеру сериала «хорошим стартом с качественным содержимым», а Амелла — «идеальным мальчиком для постеров». Брайан Лоури из «Variety» назвал сериал «красивым, но копирующим новые фильмы о Бэтмене». Алистер Вилкинс из The A.V. Club в своем обзоре финала первого сезона поставил сериалу оценку B+, сказав: «Сериалу ещё есть куда расти, но тем не менее порой были просто выдающиеся сюжеты».
Джефф Йенсен из Entertainment Weekly поставил первой половине второго сезона оценку B+, отметив: «Сериал безусловно обладает определённой идеей, которая проскакивает сквозь постановочные достоинства, навеянные ТВ-бюджетом, и эта идея пока не слишком затерта. Описание взрослое и остроумное, действие захватывающее, а Амелл держит позицию хорошо выдержанной непринужденностью». Кэрри Рэйслер из The A.V. Club же дала первой половине второго сезона оценку A-. Она добавила: «Стрела официально [утвердилась] на телевидении как одно из удовлетворительных шоу. Большая часть этой удовлетворительности приходится в данном случае на уважение персонажам… [Уважение] персонажей комиксов о Стреле коренится во всеобъемлющих сюжетных линиях, в то же время используются мыльные оперы для раскрытия тяжелого персонажа».

### Рейтинги
| Сезон | Таймслот (EST) | Эпизодов | Премьера             | Премьера             | Финал            | Финал                | ТВ-сезон | Ранг | В среднем зрителей (миллионов) | В среднем (18–49) |
| Сезон | Таймслот (EST) | Эпизодов | Дата                 | Зрителей (миллионов) | Дата             | Зрителей (миллионов) | ТВ-сезон | Ранг | В среднем зрителей (миллионов) | В среднем (18–49) |
| ----- | -------------- | -------- | -------------------- | -------------------- | ---------------- | -------------------- | -------- | ---- | ------------------------------ | ----------------- |
| 1     | среда 20:00    | 23       | 10 октября 2012 года | 4                    | 15 мая 2013 года | 2.77                 | 2012-13  | 130  | 3.68                           | 1.2               |
| 2     | среда 20:00    | 23       | 9 октября 2013 года  | 2.74                 | 14 мая 2014 года | 2.37                 | 2013-14  | 128  | 3.28                           | TBD               |
| 3     | среда 20:00    | 23       | 8 октября 2014 года  | 2.83                 | 13 мая 2015 года | 2.83                 | 2014-15  | 135  | 3.52                           | 1.3               |
| 4     | среда 20:00    | 23       | 7 октября 2015 года  | 2.67                 | 25 мая 2016 года | 2.19                 | 2015-16  | 145  | 2.90                           | 1.1               |
| 5     | среда 20:00    | 23       | 5 октября 2016 года  | 1.87                 | 24 мая 2017 года | 1.72                 | 2016-17  | 147  | 2,21                           | 0.8               |
| 6     | четверг 21:00  | TBD      | 12 октября 2017 года | TBD                  | TBD              | TBD                  | 2017-18  | TBD  | TBD                            | TBD               |

Премьеру «Стрелы» посмотрели 4,14 миллионов зрителей, что делало его самой популярной ТВ-программой в период до трех лет до премьеры и самой популярной премьерой со дня выхода пилотной серии «Дневников вампира» в 2009 году (в 2014 году оба эти достижения превзошёл показ премьеры спин-оффа «Стрелы», телесериала «Флэш»). Второй эпизод «Стрелы» оказался единственным из всех эпизодов драматических сериалов, который продержался среди рейтингов в возрастных диапазонах от 18 до 49 и от 18 до 34 начиная с премьеры эпизода и до второй недели показа.
В Австралии премьеру посмотрело 1,68 миллионов зрителей, что поставило его на третье место среди наблюдаемых той ночью телесериалов. Британский показ премьеры сериала оказался ТВ-шоу с самым высоким рейтингом среди показов канала Sky 1, её посмотрело 1,85 миллионов зрителей. Канадская премьера первого эпизода сериала заняла четвёртое место среди показов той ночи (с 1,32 миллионами зрителей) и 23 место — среди показов той недели..

### Награды
| Год  | Награда                                       | Категория                                                                 | Кому / чему | Результат | Прим.           |
| ---- | --------------------------------------------- | ------------------------------------------------------------------------- | --- | --------- | --------------- |
| 2012 | Спутник                                       | Лучший телесериал — В жанре…                                              | «Стрела» | Номинация | [ 96 ]          |
| 2012 | IGN Awards                                    | Лучший герой на ТВ                                                        | Стивен Амелл / Стрела | Номинация | [ 97 ]          |
| 2013 | People’s Choice Awards                        | Любимая новая теледрама                                                   | «Стрела» | Номинация | [ 98 ]          |
| 2013 | Leo Awards                                    | Лучший драматический сериал                                               | Джозеф Патрик Финн, Грег Берланти, Марк Гуггенхайм, Эндрю Крайсберг, Мелисса Келлнер Берман, Дрю Гринберг, Дженифер Ленс, Венди Мерикл, Карл Огава | Номинация | [ 99 ] [ 100 ]  |
| 2013 | Leo Awards                                    | Кинематография                                                            | Глен Уинтер («Пилот») | Победа    | [ 99 ] [ 100 ]  |
| 2013 | Leo Awards                                    | Кинематография                                                            | Гордон Верхель («Одинокий стрелок») | Номинация | [ 99 ] [ 100 ]  |
| 2013 | Leo Awards                                    | Лучшие визуальные эффекты                                                 | Жан-Люк Динсдэйл, Полина Бёрнс, Андрей Орлов, Дэйв Готьер («Сожженный»)                                                                            | Победа    | [ 99 ] [ 100 ]  |
| 2013 | Leo Awards                                    | Лучший производственный дизайн                                            | Ричард Хадоулин («Пилот») | Победа    | [ 99 ] [ 100 ]  |
| 2013 | Leo Awards                                    | Лучшая работа с актёрами                                                  | Корин Майерс, Найк Брандштаттер («Невиновный») | Номинация | [ 99 ] [ 100 ]  |
| 2013 | Leo Awards                                    | Лучшая постановка трюков                                                  | Джей Джей Макаро («Пилот») | Победа    | [ 99 ] [ 100 ]  |
| 2013 | Leo Awards                                    | Лучшая постановка трюков                                                  | Джей Джей Макаро («Головокружение») | Номинация | [ 99 ] [ 100 ]  |
| 2013 | NewNowNext Awards                             | Лучшая новая тенденция                                                    | «Стрела» | Номинация | [ 101 ]         |
| 2013 | NewNowNext Awards                             | «Горячая штучка»                                                          | Стивен Амелл | Номинация | [ 101 ]         |
| 2013 | IGN Awards                                    | Лучший герой на ТВ                                                        | Стивен Амелл/Стрела | Номинация | [ 102 ]         |
| 2013 | Спутник                                       | Лучший молодёжный сериал на телевидении                                   | «Стрела» | Номинация | [ 103 ]         |
| 2013 | Teen Choice Awards                            | ТВ-сериал года: фантастика или фэнтэзи                                    | «Стрела» | Номинация | [ 104 ]         |
| 2013 | Teen Choice Awards                            | Прорыв года: ТВ-сериал                                                    | «Стрела» | Номинация | [ 104 ]         |
| 2013 | Teen Choice Awards                            | Актёр года: фантастика или фэнтэзи                                        | Стивен Амелл | Номинация | [ 104 ]         |
| 2013 | Teen Choice Awards                            | Прорыв года: Звезда ТВ-сериала                                            | Стивен Амелл | Номинация | [ 104 ]         |
| 2013 | Teen Choice Awards                            | Актриса года: фантастика или фэнтэзи                                      | Кэти Кэссиди | Номинация | [ 104 ]         |
| 2013 | Награда Канадского общества кинематографистов | Награда общества кинематографистов: ТВ-драма                              | Глен Винтер и сотоварищи, «Стрела» («Пилот») | Победа    | [ 105 ]         |
| 2013 | Broadcast Music, Inc.                         | Лучшее музыкальное сопровождение телесериала                              | Блэйк Нили | Победа    | [ 106 ]         |
| 2014 | IGN Awards                                    | Лучший герой на ТВ                                                        | Стивен Амелл / Стрела | Номинация | [ 107 ]         |
| 2014 | People’s Choice Awards                        | Любимый актёр ТВ: фантастика или фэнтези                                  | Стивен Амелл | Номинация | [ 108 ]         |
| 2014 | Спутник                                       | Лучший ТВ-сериал — В жанре…                                               | «Стрела» | Номинация | [ 109 ]         |
| 2014 | Сатурн                                        | Лучший молодёжный сериал на телевидении                                   | «Стрела» | Номинация | [ 110 ]         |
| 2014 | Leo Awards                                    | ТВ-программа                                                              | Грег Берланти, Джозеф П. Финн, Марк Гуггенхайм, Эндрю Крайсберг, Венди Мерикл                                                                      | Номинация | [ 111 ] [ 112 ] |
| 2014 | Leo Awards                                    | Кинематография                                                            | Гордон Верхель («Жертва») | Номинация | [ 111 ] [ 112 ] |
| 2014 | Leo Awards                                    | Лучший грим                                                               | Даниэль Фаулер («Держи своих врагов ближе») | Номинация | [ 111 ] [ 112 ] |
| 2014 | Leo Awards                                    | Лучшая постановка трюков                                                  | Джей Джей Макаро («Учёный») | Номинация | [ 111 ] [ 112 ] |
| 2014 | Leo Awards                                    | Лучшая актёрская игра — Мужчина                                           | Стивен Амелл («Суровое испытание») | Номинация | [ 111 ] [ 112 ] |
| 2014 | Leo Awards                                    | Лучшая актёрская игра — Женщина                                           | Эмили Бетт Рикардс («Три призрака») | Номинация | [ 111 ] [ 112 ] |
| 2014 | Constellation Awards                          | Лучшая актёрская игра мужчины в эпизоде ТВ-сериала, вышедшем в 2013 году. | Стивен Амелл («Одиссея») | Номинация | [ 113 ]         |
| 2014 | Constellation Awards                          | Лучший научно-фантастический сериал 2013 года                             | «Стрела» | Номинация | [ 113 ]         |
| 2014 | Teen Choice Awards                            | ТВ-сериал года: фантастика или фэнтэзи                                    | «Стрела» | Номинация | [ 114 ]         |
| 2014 | Teen Choice Awards                            | Прорыв года: Актриса ТВ-сериала                                           | Эмили Бетт Рикардс | Номинация | [ 114 ]         |
| 2014 | Молодой Голливуд                              | Суперский Супергерой                                                      | Стивен Амелл | Номинация | [ 116 ]         |
| 2015 | Сатурн                                        | Лучшая телевизионная адаптация истории про супергероев                    | «Стрела» | Номинация | [ 117 ]         |
| 2015 | Leo Awards                                    |                                                                           | «Стрела» |           |                 |
| 2015 | Кинематография                                | Си Ким Майлз («Слепая зона»)                                              | Номинация | [ 118 ]   |                 |
| 2015 | Лучший дизайн костюмов                        | Майя Мани («Отряд самоубийц»)                                             | Номинация | [ 118 ]   |                 |
| 2015 | Прорыв года — Актриса                         | Эмили Бетт Рикардс («Оставленное позади»)                                 | Номинация | [ 118 ]   |                 |
| 2015 | Teen Choice Awards                            | ТВ-сериал года: фантастика или фэнтези                                    | «Стрела» | Номинация | [ 119 ]         |
| 2015 | Teen Choice Awards                            | Актёр года: фантастика или фэнтези                                        | Стивен Амелл | Номинация | [ 119 ]         |
| 2015 | Teen Choice Awards                            | Актриса года: фантастика или фэнтези                                      | Эмили Бетт Рикардс | Номинация | [ 119 ]         |
| 2015 | Teen Choice Awards                            | Лучший поцелуй на ТВ                                                      | Стивен Амелл и Эмили Бетт Рикардс | Номинация | [ 119 ]         |
| 2015 | Teen Choice Awards                            | Лучший злодей на ТВ                                                       | Мэтью Нейбл/Рас аль Гул | Номинация | [ 119 ]         |
| 2015 | PRISM Awards                                  | Лучшая актёрская игра в многосерийной драме                               | Кэти Кэссиди | Победа    | [ 120 ]         |
| 2016 | People’s Choice Awards                        | Лучшее шоу для кабельной сети: фантастика или фэнтези                     | «Стрела» | Номинация | [ 121 ]         |
| 2016 | Сатурн                                        | Лучшая телевизионная адаптация истории про супергероев                    | «Стрела» | Номинация | [ 122 ]         |
| 2016 | Teen Choice Awards                            | ТВ-сериал года: фантастика или фэнтези                                    | «Стрела» | Номинация |                 |
| 2016 | Teen Choice Awards                            | Актриса года: фантастика или фэнтези                                      | Эмили Бетт Рикардс | Номинация |                 |
| 2016 | Teen Choice Awards                            | Лучший поцелуй на ТВ                                                      | Стивен Амелл и Эмили Бетт Рикардс | Номинация |                 |
| 2017 | People’s Choice Awards                        | Лучшее шоу для кабельной сети: фантастика или фэнтези                     | «Стрела» | Номинация | [ 123 ]         |
| 2017 | Сатурн                                        | Лучшая телевизионная адаптация истории про супергероев                    | «Стрела» | Номинация | [ 124 ]         |
| 2017 | MTV Movie & TV Awards                         | Лучший герой                                                              | Стивен Амелл | Номинация | [ 125 ]         |
| 2017 | Leo Awards                                    | Лучшая актёрская игра основной актрисы в драматическом сериале            | Эмили Бетт Рикардс | Номинация | [ 126 ]         |
| 2017 | Leo Awards                                    | Кинематография                                                            | Шеймус Уайтинг-Хьюлетт | Номинация | [ 126 ]         |
| 2017 | Leo Awards                                    | Лучшая постановка трюков                                                  | Кёртис Браконниер, Элай Загудакис | Победа    | [ 126 ]         |
| 2017 | Teen Choice Awards                            | ТВ-сериал года: боевик                                                    | «Стрела» | Номинация | [ 127 ]         |
| 2017 | Teen Choice Awards                            | Актёр года: боевик                                                        | Стивен Амелл | Номинация | [ 127 ]         |
| 2017 | Teen Choice Awards                            | Актриса года: боевик                                                      | Эмили Бетт Рикардс | Номинация | [ 127 ]         |
| 2017 | Teen Choice Awards                            | Лучший злодей на ТВ                                                       | Джош Сегарра (Эдриан Чейз / Прометей) | Номинация | [ 127 ]         |

### Издание на DVD
| Полный сезон | Даты выхода на DVD/Blu-ray | Даты выхода на DVD/Blu-ray | Даты выхода на DVD/Blu-ray | Дополнительная информация |
| Полный сезон | Регион 1/A                 | Регион 2/B                 | Регион 4/B                 | Дополнительная информация |
| ------------ | -------------------------- | -------------------------- | -------------------------- | --- |
| 1            | 17 сентября 2013 года      | 23 сентября 2013 года      | 2 октября 2013 года        | Издание на DVD/Blu-ray содержит дополнительные материалы, в том числе короткометражки, удалённые сцены, неудачные дубли, выступления на Paley Fest. Издание с четвёртым сезоном также содержало первую часть кроссовера «Герои объединяются», с пятым — первую и третью часть «Вторжения!» |
| 2            | 16 сентября 2014 года      | 15 сентября 2014 года      | 3 декабря 2014 года        | Издание на DVD/Blu-ray содержит дополнительные материалы, в том числе короткометражки, удалённые сцены, неудачные дубли, выступления на Paley Fest. Издание с четвёртым сезоном также содержало первую часть кроссовера «Герои объединяются», с пятым — первую и третью часть «Вторжения!» |
| 3            | 22 сентября 2015 года      | 28 сентября 2015 года      | 23 сентября 2015 года      | Издание на DVD/Blu-ray содержит дополнительные материалы, в том числе короткометражки, удалённые сцены, неудачные дубли, выступления на Paley Fest. Издание с четвёртым сезоном также содержало первую часть кроссовера «Герои объединяются», с пятым — первую и третью часть «Вторжения!» |
| 4            | 30 августа 2016 года       | 5 сентября 2016 года       | 7 сентября 2016 года       | Издание на DVD/Blu-ray содержит дополнительные материалы, в том числе короткометражки, удалённые сцены, неудачные дубли, выступления на Paley Fest. Издание с четвёртым сезоном также содержало первую часть кроссовера «Герои объединяются», с пятым — первую и третью часть «Вторжения!» |
| 5            | 19 сентября 2017 года      | 18 сентября 2017 года      | 9 сентября 2017 года       | Издание на DVD/Blu-ray содержит дополнительные материалы, в том числе короткометражки, удалённые сцены, неудачные дубли, выступления на Paley Fest. Издание с четвёртым сезоном также содержало первую часть кроссовера «Герои объединяются», с пятым — первую и третью часть «Вторжения!» |

## Другие медиа

### Цифровые комиксы
В 2012 году, в целях продвижения телесериала и для демонстрации на San Diego Comic-Con, DC Comics выпустили пробный 10-страничный комикс Arrow, сценаристом которого стал Крайсберг, художником — Омар Франсиа, а автором обложки — Майк Грелл. Создатели комиксов определили события комиксов как происходящие в той же непрерывности, в какой происходят события телесериала, а Крайсберг прокомментировал: «[Скажем] всякому, кто приобрел себе экземпляр: держите его под рукой, так как по мере того, как телесериал будет развиваться, комикс будет становиться все ценнее». Комикс был выпущен онлайн и доступен для скачивания. 10 октября 2012 года стартовал еженедельный одноимённый цифровой комикс, сценаристами которого выступили Крайсберг и Гуггенхайм, а различные художники, включая Майка Грелла, иллюстрировали его. Как и пробный комикс, данная серия описывает события, происходящие в непрерывности телесериала. Серия выходила до июня 2013 года, всего вышло 36 выпусков комикса. После завершения серии, все выпуски, включая пробный выпуск для комик-кона, были собраны в единый том «Стрела: Том 1» (англ. Arrow: Volume 1), релиз которого состоялся в октябре 2013 года. Британский журнал Titan Magazines напечатал комикс на своих страницах и издал первый выпуск 17 октября 2013 года на территории Великобритании.
Следующая серия цифровых комиксов о Стреле вышла под названием «Стрела: Сезон 2.5» (англ. Arrow: Season 2.5), авторами сценария его стали Гуггенхайм и Кето Шимидзу, сценаристом и автором сюжета сериала, а художниками стали Джо Беннетт и Джо Джедсон. Серия выпускалась с целью рассказать единственную историю. разделяемую на две арки, и события которой повествуются аналогично событиям сериала. Гуггенхайм сказал: «Мы постараемся Задействовать все элементы, которые люди привыкли видеть в сериале… Комикс расскажет о том, что произошло в детективом Лэнсом после того, как он потерял сознание из-за ранения в финале [второго] сезона. Ответы на значительное количество наболевших вопросов можно найти в этом связанном с телесериалом комиксе. Мы начнем вводить, особенно во второй части серии комиксов, тех персонажей, которых вы увидете при просмотре третьего сезона… прежде, чем они появятся в сериале». На вопрос о том, как ещё связан комикс с третьим сезоном телесериала, Гуггенхайм ответил: «Третий сезон разрабатывался отдельно от комикса, поэтому комикс будет читать не нужно, чтобы понять откуда и что да как. Однако комикс дает более глубокое понимание некоторых моментов телесериала и более полное описание событий. Если вы хотите поглубже вникнуть в историю событий, то для этого и стоит читать Стрелу 2.5». Шимидзу добавил, что издавая комикс, они достигают того, что не могут достигнуть при производстве серий телесериала из-за напряженного графика и ограниченного бюджета: более явную последовательность событий, посещение большого количества мест, в том числе Кандак (англ. Kahndaq). Кроме того, в каждом выпуске комикса имеется одна или две страницы, посвященные Отряду Самоубийц. Специально для комикса будет создан персонаж Калеб Грин, неким образом связанный с Робертом Квином. Гуггенхайм также добавил: «Вся цель комикса Стрела 2.5 заключается в том, что его последняя страница расскажет о событии, произошедшем буквально за пять минут до начала событий первой серии третьего сезона». Комикс начал выходить 1 сентября 2014 года раз в две недели в цифровом формате, а 8 октября был выпущен в бумажном варианте, представляющем собой собрание цифровых выпусков. Всего должно выйти 24 выпуска, которые будут собраны для 12 выпусков в бумажном виде.
Третьей серией комиксов, связанной со Вселенной Стрелы, стала Arrow: The Dark Archer, авторами сценария которой значатся Джон Барроумэн (исполнитель роли Малкольма Мерлина / Тёмного лучника) и его сестра Кэрол, а художниками — команда во главе с Дэниэлом Сэмпером. Сюжет серии повествует о молодом Малкольме Мерлине, о том как он обучался в нанда Парбат и на Корте Мальтез. Первоначально Барроумэн предложил историю как альтернативный способ рассказать о Мерлине: «у меня с самого начала были свои представления о предыстории Малкольма и многие из них впоследствии воплотились на экране. Мне кажется, в том и состояла моя работа — в некотором роде дать зрителям коснуться Малкольма, невзирая на его сомнительные принципы и путь злодея». Исполнительные продюсеры сериала Марк Гуггенхайм и Эндрю Крайсберг помогли Барроумэну соотнести события комикса с основной хронологией Вселенной Стрелы. Всего к выпуску планировалось 12 выпусков, которые выходили раз в две недели, после чего были собраны под одной обложкой.

### Мини-сериал
6 ноября 2013 года был выпущен мини-сериал, состоящий из шести короткометражных серий (длительность каждой серии — чуть более минуты) и получивший название «Напор крови» (англ. Blood Rush). Впервые каждый эпизод был показан вместе с трансляцией сериала на канале The CW, а также был доступен онлайн. Спонсором каждого эпизода выступила компания Bose, производящая аудиолектронику, и эпизоды содержат продакт-плейсмент товаров от Bose. Мини-сериал был снят в Ванкувере, как и эпизоды основного сериала. В эпизодах фигурируют Эмили Бетт Рикардс, Колтон Хэйнс и Пол Блэкторн, вернувшиеся к своим ролям Фелисити Смоук, Роя Харпера и офицера Квентина Лэнса соответственно.
Мини-сериал показывает Роя, который приехал в Куин Консолидейтед, чтобы встретиться с Оливером. Так как Оливера нет на месте, то Фелисити просит Роя подождать в холле. Тем временем, Фелисити звонит офицер Квентин Лэнс и говорит, что образец крови, найденный на линчевателе и который Фелисити уничтожила, снова фигурирует в деле. Фелисити звонит Рою при помощи устройства, искажающего голос, которым пользуется Оливер, просит Роя проникнуть в лабораторию и подменить образец. Фелисити указывает Рою путь в лабораторию, где он смог подменить образец. Когда Рой собирается уходить, в лабораторию входят сотрудники и Рой оказывается в ловушке, спрятавшись за полками. Рой сообщает Фелисити, что не может выйти, и та взламывает систему безопасности, в результате чего раздается тревога и сигнал об эвакуации, что дает Рою шанс убежать. Рой выходит из лаборатории, его замечают двое охранников, он от них сбегает, так как Фелисити заблокировала некоторые двери после того, как Рой сквозь них пробежал. Рой возвращается в Куин Консолидейтед, а Фелисити предлагает отправить полученный образец по почте, так как Рой пришёл, чтобы встретиться с Оливером..
Комментарии:
1. ↑  Сериал не озвучивался на русский. Русское название неофициальное.

### Видеоигры
В игре 2013 года Injustice: Gods Among Us для персонажа Зелёная стрела доступен скин, основанный на образе Стрелы из телесериала. Первоначально его могли использовать лишь первые 5 000 участников Боевой Арены, но позднее — любой игрок. Специально для создания скина Стивен Амелл предоставил свои внешность и голос.
К игре Lego Batman 3: Beyond Gotham можно скачать пакет дополнений под названием Arrow. Те, кто это сделал, получают возможность сыграть за персонажей «Стрелы», включая Стрелу, Джона Диггла, Фелисити Смоук, Охотницу, Слейда Уилсона, Роя Харпера, Канарейку и Малкольма Мерлина. Также им доступен новый уровень, на котором игрок управляет Оливером Куином, ещё не покинувшим остров Лиань Ю. Стивен Амелл и Синтия Аддал-Робинсон вернулись к своим ролям Оливера Куина/Стрелы и Аманды Уоллер соответственно.

### Книги
23 апреля 2016 года издательство Titan Books напечатало роман Оскара Балдеррамы и Лорен Церто Arrow: Vengeance (с англ. — «Стрела: Возмездие»), сюжет которого дополняет события второго сезона сериала. В нём подробно описываются истории Слейда Уилсона, Себастьяна Блада и Изабель Рошев, а также раскрывается то, при каких обстоятельствах эти трое встретились и объединились против Оливера Куина и его альтер эго, Стрелы. Позднее то же издательство выпустило ещё две книги. Первая, авторами которой значились Сьюзен и Клэй Гриффит, вышла 29 ноября 2016 года и получила название The Flash: The Haunting of Barry Allen (с англ. — «Флэш: В поисках Барри Аллена»). Её сюжет связан с событиями второго сезона «Флэша» и четвёртого сезона «Стрелы», в ней действуют персонажи обоих шоу. История была продолжена в романе Arrow: A Generation of Vipers (с англ. — «Стрела: Поколение гадюк»), также написанном Гриффитами и изданном 29 марта 2017 года.

## Кроссовер с «Константином»
В мае 2015 года Стивен Амелл раскрыл, что с ним вела переговоры студия DC Entertainment в связи с намерением ввести персонажа Оливера Куина в сериал «Константин»; персонаж Мэтта Райана является экспертом по Ямам Лазаря, концепту, уже использованному в сериале «Стрела». В августе 2015 года было объявлено, что Константин (Мэтт Райан) из одноименного сериала NBC появится в четвёртом сезоне сериала «Стрела», в эпизоде «Загнанный», и станет «союзником на один раз», чтобы «избавиться от последствий воскрешения Сары Лэнс (Кейти Лотц) в Яме Лазаря Рас аль Гула». Так как оба сериала снимались на одной и той же студии, создатели смогли использовать реквизит со съёмок сериала «Константин». Режиссёр эпизодов этого сериала, Дэвид Бедхем, занял режиссёрское кресло на съёмках серии «Загнанный». Гуггенхайм признался, что у всех было такое чувство, будто они «создают полноценный кроссовер между „Константином“ и „Стрелой“, это было настолько захватывающим…. что мы по-настоящему рады, что получили шанс увидеть Мэтта Райана в роли Константина по крайней мере ещё один раз. На мой взгляд, вы сразу заметите, насколько хорошо он вписывается в нашу вселенную. Он не чувствует себя скованным, он чувствует себя замечательно». В августе 2016 года, на вопрос, почему Константин не вернулся в «Стрелу» или любой другой сериал той же вымышленной вселенной, несмотря на положительные отзывы критиков, Берланти ответил следующим образом: «Константин существует в своём определённом мире вселенной DC» и, по мнению продюсера, DC уже «исследовали возможное развитие персонажа в будущем».

## Расширенная Вселенная
В июле 2013 года было объявлено, что Грег Берланти, Эндрю Крайсберг, Дэвид Наттер и Джефф Джонс начали разработку телесериала «Флэш», главным героем которого станет одноимённый супергерой, также известный как Барри Аллен. Роль Аллена получил Грант Гастин, и этот персонаж по первоначальной задумке должен был появится в трёх эпизодах второго сезона «Стрелы», при этом третий из них должен был стать встроенной пилотной серией нового сериала. Однако в ноябре того же года поступила информация, что создатели отказались от встроенного пилота и вместо него сняли серию, в которой появились другие персонажи предстоящего проекта — Циско Рамон и Кейтлин Сноу. В январе 2015 года президент The CW Марк Педовиц рассказал о намерении каждый сезон запускать ежегодные кроссоверы между сериалами «Стрела» и «Флэш» (на данный момент снято уже пять таких кроссоверов — «Флэш против Стрелы», «Герои объединяются», «Вторжение!», «Кризис на Земле-X» и "Иные миры".. Также стало известно, что в рамках той же вселенной на канале The CW Seed выйдет анимационный веб-сериал «Виксен», в котором появятся персонажи «Стрелы» и «Флэша». Главная героиня, Виксен, позднее появилась в серии «Заложник» в исполнении Мегалин Эчиканвоке, котарая озвучивала персонажа для «Виксен». В следующем месяце было объявлено о намерении снять сериал о команде супергероев, который должен был выйти в середине сезона 2015-16 гг. Исполнительными продюсерами нового проекта стали Берланти, Крайсберг, а также Марк гуггенхайм и Сара Шечтер. Главными героями нового шоу должны были стать различные персонажи «Стрелы» и «Флэша». В мае 2015 года было открыто, что сериал запущен в производство и получил название «Легенды завтрашнего дня». В августе 2016 года Грег Берланти и Марк Гуггенхайм объявили о том, что они совместно с Blue Ribbon Content готовят к выпуску новый анимационный проект под названием «Борцы за свободу: Луч» о репортёре Рэймонде Терриле, получившем суперспособность управлять световыми волнами. Идея сериала возникла под впечатлением от серии комиксов Гранта Моррисона под названием The Multiversity.